# 東京プリンセス賞
東京プリンセス賞（とうきょうプリンセスしょう）は、特別区競馬組合が大井競馬場で施行する地方競馬（南関東公営競馬）の重賞競走である。格付けはSI。競走名は2023年までは農林水産省が賞を提供していたため、「農林水産大臣賞典 東京プリンセス賞」であった。

## 概要
南関東牝馬クラシックの第2冠目として行われる競走で、1冠目の桜花賞で上位3着までに入った南関東所属馬には、本競走への優先出走権が与えられている。また、本競走の上位2着までに関東オークスへの優先出走権が与えられる。距離は大井競馬場のスタンド工事により1790mで行われた第16・17回を除き、1800mである。
南関東のクラシックは牡馬は羽田盃、東京ダービー、ジャパンダートダービーと全ての競走が大井競馬場で行われるのに対して牝馬は桜花賞は浦和競馬場、本競走は大井競馬場、関東オークスは川崎競馬場と全ての競走の開催地が異なり関東オークスは交流重賞のため三冠達成は難しいとされてきたが2006年に本競走を勝ったチャームアスリープが史上初の南関東牝馬三冠を達成した。
2010年からGRANDAME-JAPAN・3歳シーズンに指定されている。

### 条件・賞金等（2025年）
出走資格
サラブレッド系3歳牝馬、南関東所属。
- 桜花賞で上位3着までに入った南関東所属馬に優先出走権がある。

負担重量
定量で54kg（南半球産2kg減）。
賞金額
1着3000万円、2着1050万円、3着600万円、4着300万円、5着150万円、着外手当20万円。
優先出走権付与
本競走で上位2着までに入った馬に、関東オークスの優先出走権が付与される。
副賞
特別区競馬組合管理者賞、東京都馬主会理事長賞。

## 歴史
- 1987年 - 大井競馬場のダート1800mのサラブレッド系4歳（現3歳）牝馬の南関東所属馬限定の重賞競走「東京プリンセス賞」として創設。
- 1995年 - 南関東グレード導入により南関東G1に格付け。
- 2001年
  - 馬齢表示の国際基準への変更に伴い、出走条件を「サラブレッド系4歳牝馬の南関東所属馬」から「サラブレッド系3歳牝馬の南関東所属馬」に変更。
  - 大井競馬場のスタンド工事により、施行距離をダート1790mに変更（2002年まで）。
- 2002年 - 大井の的場文男が騎手として史上初の連覇。レースレコード更新。
- 2004年 - 川崎の足立勝久が調教師として史上初の連覇。
- 2006年 - 船橋の佐藤賢二が騎手として、また調教師として本競走を制覇。
- 2007年 - 南関東重賞格付け表記を南関東SIに変更。
- 2010年 - GRANDAME-JAPAN・3歳シーズンに指定。
- 2013年
  - 川崎の今野忠成が騎手として史上2人目の連覇。
  - 船橋の川島正行が調教師として史上初の3連覇。
- 2024年 ‐ 農林水産大臣賞が付かなくなりレース名が「東京プリンセス賞」となる。

### 歴代優勝馬
| 回数   | 施行日        | 優勝馬             | 性齢 | 所属 | タイム | 優勝騎手   | 管理調教師 | 馬主                     |
| ------ | ------------- | ------------------ | ---- | ---- | ------ | ---------- | ---------- | ------------------------ |
| 第1回  | 1987年7月12日 | ダイタクジーニアス | 牝3  | 川崎 | 1:56.8 | 佐々木竹見 | 鳥飼春弥   | 中村雅一                 |
| 第2回  | 1988年7月6日  | イシノラッキー     | 牝3  | 船橋 | 1:56.5 | 尾形秋徳   | 泉孝       | 石井與一                 |
| 第3回  | 1989年7月5日  | フジノダンサー     | 牝3  | 船橋 | 1:58.5 | 石崎隆之   | 須永和良   | 臼井勇                   |
| 第4回  | 1990年7月5日  | ビックワンショット | 牝3  | 大井 | 1:58.5 | 佐藤賢二   | 久保與造   | 小林章                   |
| 第5回  | 1991年7月8日  | ケイワンハート     | 牝3  | 大井 | 1:54.3 | 早田秀治   | 中村健二   | 森田高司                 |
| 第6回  | 1992年7月6日  | チャームダンサー   | 牝3  | 船橋 | 1:55.6 | 石崎隆之   | 後藤稔     | 栃本實                   |
| 第7回  | 1993年7月1日  | アコニットローマン | 牝3  | 大井 | 1:55.3 | 高橋三郎   | 小筆昌     | 大典牧場（有）           |
| 第8回  | 1994年7月12日 | ケーエフネプチュン | 牝3  | 船橋 | 1:55.4 | 矢内博     | 凾館政一   | 藤谷一雄                 |
| 第9回  | 1995年7月11日 | ヘイワンリーフ     | 牝3  | 川崎 | 1:55.6 | 桑島孝春   | 伊藤利義   | 遠藤喜松                 |
| 第10回 | 1996年7月11日 | スギヤマワッスル   | 牝3  | 船橋 | 1:55.3 | 湯浅淳一   | 中井利一   | 齊藤米造                 |
| 第11回 | 1997年6月6日  | ミスジュディ       | 牝3  | 大井 | 1:53.5 | 桑島孝春   | 柏木一夫   | 波平春夫                 |
| 第12回 | 1998年6月2日  | ホクトオーロラ     | 牝3  | 船橋 | 1:55.0 | 石崎隆之   | 後藤稔     | 山泉恵宥                 |
| 第13回 | 1999年6月8日  | デアヴィクティー   | 牝3  | 大井 | 1:56.1 | 張田京     | 三坂盛雄   | 伊坂重憲                 |
| 第14回 | 2000年6月6日  | アインアイン       | 牝3  | 大井 | 1:55.1 | 市村誠     | 赤間清松   | 本多昭                   |
| 第15回 | 2001年6月6日  | ナミ               | 牝3  | 大井 | 1:53.7 | 的場文男   | 蛯名末五郎 | 中田和宏                 |
| 第16回 | 2002年6月18日 | サルサクイーン     | 牝3  | 川崎 | 1:52.6 | 的場文男   | 内田勝義   | 菅原広隆                 |
| 第17回 | 2003年5月15日 | ディーエスメイドン | 牝3  | 川崎 | 1:53.7 | 森下博     | 足立勝久   | 節英司                   |
| 第18回 | 2004年5月21日 | ブルーロバリー     | 牝3  | 川崎 | 1:55.5 | 今野忠成   | 足立勝久   | 黛大介                   |
| 第19回 | 2005年5月12日 | テンセイフジ       | 牝3  | 川崎 | 1:55.5 | 石崎駿     | 八木正雄   | 平野昭一                 |
| 第20回 | 2006年5月24日 | チャームアスリープ | 牝3  | 船橋 | 1:53.9 | 今野忠成   | 佐藤賢二   | 山口美樹                 |
| 第21回 | 2007年5月10日 | アグネスターフ     | 牝3  | 川崎 | 1:54.5 | 町田直希   | 秋山重美   | 幸田聡                   |
| 第22回 | 2008年5月15日 | ブライズメイト     | 牝3  | 船橋 | 1:56.3 | 山田信大   | 山浦武     | 沖田方子                 |
| 第23回 | 2009年5月14日 | ネフェルメモリー   | 牝3  | 船橋 | 1:53.5 | 戸崎圭太   | 川島正行   | 木谷ツヤ                 |
| 第24回 | 2010年5月20日 | トーセンウィッチ   | 牝3  | 船橋 | 1:55.1 | 張田京     | 川島正一   | 島川隆哉                 |
| 第25回 | 2011年5月12日 | マニエリスム       | 牝3  | 船橋 | 1:54.3 | 戸崎圭太   | 川島正行   | 吉田照哉                 |
| 第26回 | 2012年5月10日 | アスカリーブル     | 牝3  | 船橋 | 1:53.5 | 今野忠成   | 川島正行   | 坂本敏浩                 |
| 第27回 | 2013年4月25日 | カイカヨソウ       | 牝3  | 船橋 | 1:55.9 | 今野忠成   | 川島正行   | （有）キャロットファーム |
| 第28回 | 2014年4月24日 | スマートバベル     | 牝3  | 船橋 | 1:55.0 | 澤田龍哉   | 川島正一   | 大川徹                   |
| 第29回 | 2015年4月23日 | ティーズアライズ   | 牝3  | 大井 | 1:54.2 | 矢野貴之   | 嶋田幸晴   | 立山伸二                 |
| 第30回 | 2016年4月21日 | リンダリンダ       | 牝3  | 大井 | 1:55.8 | 桑村真明   | 荒山勝徳   | （株）MMC                |
| 第31回 | 2017年5月11日 | アンジュジョリー   | 牝3  | 浦和 | 1:56.3 | 笹川翼     | 小久保智   | 竹下浩一                 |
| 第32回 | 2018年5月10日 | グラヴィオーラ     | 牝3  | 船橋 | 1:53.1 | 今野忠成   | 佐藤賢二   | 村田紀次                 |
| 第33回 | 2019年4月23日 | トーセンガーネット | 牝3  | 浦和 | 1:55.6 | 左海誠二   | 小久保智   | 島川隆哉                 |
| 第34回 | 2020年4月28日 | アクアリーブル     | 牝3  | 船橋 | 1:54.4 | 矢野貴之   | 佐藤賢二   | （有）新生ファーム       |
| 第35回 | 2021年4月28日 | ケラススヴィア     | 牝3  | 浦和 | 1:54.2 | 森泰斗     | 小久保智   | 小田吉男                 |
| 第36回 | 2022年5月11日 | スピーディキック   | 牝3  | 浦和 | 1:53.5 | 御神本訓史 | 藤原智行   | 加藤鈴幸                 |
| 第37回 | 2023年5月11日 | サーフズアップ     | 牝3  | 船橋 | 1:53.4 | 御神本訓史 | 山下貴之   | 吉田照哉                 |
| 第38回 | 2024年4月25日 | フェルディナンド   | 牝3  | 大井 | 1:57.3 | 安藤洋一   | 藤田輝信   | （有）富田牧場           |
| 第39回 | 2025年4月30日 | ベルグラシアス     | 牝3  | 大井 | 1:55.2 | 町田直希   | 市村誠     | 八嶋長久                 |

### 各回の結果の出典
- 南関東4競馬場公式「東京プリンセス賞競走優勝馬」